# Yuji Senuma
Yuji Senuma (født 1. september 1990) er en japansk fodboldspiller, som spiller for den japanske fodboldklub Yokohama FC.